# Weg met BNN (televisieprogramma)
Weg met BNN was een televisieprogramma van de omroep BNN gepresenteerd door Dennis Storm en Nicolette Kluijver. Voorheen lag de presentatie in handen van Patrick Lodiers. Weg met BNN was ook een programma op NPO Radio 1 dat sinds 2005 onder andere gepresenteerd werd door wereldreiziger Ramon Stoppelenburg en Marjolein Dekkers.
In het eerste seizoen van dit programma bracht Patrick Lodiers een bezoek aan een aantal Europese landen, waar hij op zoek ging naar de antwoorden op de vele vooroordelen waardoor het land werd gekenmerkt.
In het tweede seizoen stond er elke week een plaats in Zuidoost-Azië centraal, Dennis Storm en Nicolette Kluijver bekijken iedere week twee kanten, de luxe kant en de arme kant, van de stad waar zij zich elke week bevinden.
In het derde seizoen zijn Dennis Storm en Nicolette Kluijver elke week in een land in Oost-Europa. Hierna, in 2009/2010, werd het programma 3 op Reis van LLiNK overgenomen en ging Storm mee.

## Afleveringen

### Seizoen 2
| Aflevering | Datum        | Plaats            |
| ---------- | ------------ | ----------------- |
| 1          | 4 juni 2007  | Bangkok, Thailand |
| 2          | 11 juni 2007 | Cambodja          |
| 3          | 18 juni 2007 | Hongkong          |
| 4          | 25 juni 2007 | China             |
| 5          | 2 juli 2007  | Indonesië         |
| 6          | 9 juli 2007  | Indonesië         |
| 7          | 16 juli 2007 | India             |
| 8          | 23 juli 2007 | India             |

### Seizoen 3
| Aflevering | Datum            | Plaats             |
| ---------- | ---------------- | ------------------ |
| 1          | 6 juli 2008      | Polen              |
| 2          | 13 juli 2008     | Kroatië            |
| 3          | 20 juli 2008     | Bosnië-Herzegovina |
| 4          | 27 juli 2008     | Roemenië           |
| 5          | 10 augustus 2008 | Georgië            |
| 6          | 17 augustus 2008 | Estland en Letland |
| 7          | 24 augustus 2008 | Moskou             |
| 8          | 31 augustus 2008 | Sint-Petersburg    |

3 op Reis ·
Afkicken ·
De allerslechtste echtgenoot van Nederland ·
Atletico Ananas ·
AVRO's Sterrenslag ·
Baby te huur ·
De Badgasten ·
De beste ·
Bitches ·
Bloed, Zweet en Luxeproblemen ·
Break Free · 
Cash Cab ·
Comedy Live ·
Costa! ·
Crazy 88 ·
Dennis en Valerio vs de rest ·
Dennis vs Valerio ·
Doe Maar Normaal ·
Egoland ·
Feuten ·
Finals ·
Floortje en de ambassadeurs · 
Floortje naar het einde van de wereld ·
Get Smarter in a Week ·
Golden Oldies ·
De Grote Donorshow ·
Hey DJ ·
Je zal het maar hebben ·
Je zal het maar zijn ·
Kannibalen ·
Katja vs Bridget ·
Katja vs De Rest ·
Kebab TV ·
De Klimaatpolitie ·
Lama gezocht ·
De Lama's ·
Lijst 0 ·
Loverboys ·
MaDiWoDoVrijdagshow ·
De Man met de Hamer ·
Mystery Party ·
De Nationale Eettest ·
De Nationale IQ Test ·
Neuken doe je zo! ·
De Nieuwste Show ·
Nu we er toch zijn ·
Onderweg naar Morgen ·
Over Mijn Lijk ·
Ranking the Stars ·
Rat van Fortuin ·
Ruben vs Geraldine ·
Ruben vs Katja ·
Ruben vs Sophie ·
Het schnitzelparadijs ·
De School ·
De slechtste chauffeur van Nederland ·
Sluipschutters ·
Smeris ·
De Social Club ·
Spuiten en Slikken ·
De Stalkshow ·
StartUp ·
Sterretje Gezocht ·
Stop in the Name of Love ·
Tessa ·
Tequila ·
Top of the Pops ·
Try Before You Die ·
Van God Los ·
Vier handen op één buik ·
VOC ·
Vrijdag op Maandag ·
Waar kan ik je 's nachts voor wakker maken? ·
Walhalla ·
Weg met BNN ·
De Zeven Zeeën